# Brasema proxima
Brasema proxima is een vliesvleugelig insect uit de familie Eupelmidae. De wetenschappelijke naam is voor het eerst geldig gepubliceerd in 1904 door Ashmead.